# 七鰓鰻號潛艇 (1908年)

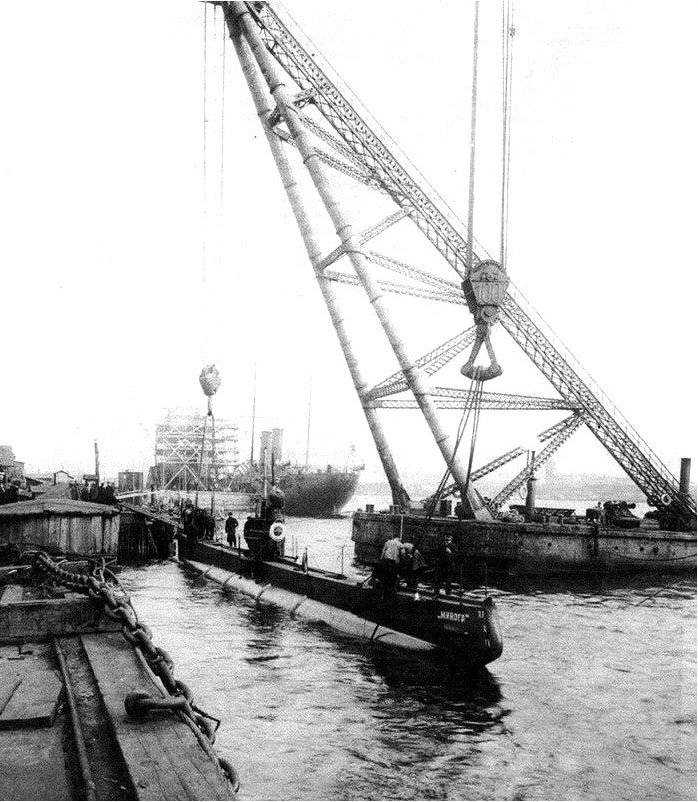
七鰓鰻號曾於1913年發生進水下沉的意外。

七鰓鰻號 （ Минога-Minoga ）是一艘為俄羅斯帝國海軍建造的潛艇，由聖彼得堡的波羅的海造船廠建造，伊凡·巴布諾夫（Ivan Bubnov）設計。該潛艇是一艘潜水深度为30公尺的單殼艇。相較過去的潛艇雖有所进步，但其單軸設計不是很好操作，且柴油引擎也不可靠。該潛艇在第一次世界大戰期間服役於波羅的海艦隊，但於1918年被轉移至里海艦隊，1922年退役後報廢。